# باه مامادو
باه مامادو (بالإنجليزية: Mamadou Bah)‏ هو لاعب كرة قدم سنغافوري في مركز الدفاع، ولد في 31 أكتوبر 1979 في سنغافورة. شارك مع منتخب سنغافورة لكرة القدم. أما مع النوادي، فقد لعب مع باليستيير خالسا وريال باماكو ونادي هوم يونايتد ونادي واريورز ووودلاندز ويلينغتون.

## وصلات خارجية
- باه مامادو على موقع قاعدة بيانات كرة القدم.إي يو (الإنجليزية)
- باه مامادو على موقع ناشيونال فوتبول تيمز (الإنجليزية)